# Benjamin Whitrow
Benjamin Whitrow (également dit Ben Whitrow) est un acteur britannique, né le 17 février 1937 à Oxford et mort le 28 septembre 2017 à Londres.
Il a étudié à Dragon School, Tonbridge School et au Royal Academy of Dramatic Art. Il a également fait partie des Dragons du roi (un régiment de cavalerie de l'armée britannique) de 1956 à 1958. Il est entré à la Royal Shakespeare Company in 1981. Il a interprété Russell Bryant dans la version radiophonique de After Henry (en).

## Biographie
Benjamin John Whitrow est né en 1937 à Oxford. 
En 1989, Benjamin Whitrow est apparu dans le quatrième épisode du spectacle de sketch de BBC Two, A Bit of Fry and Laurie (série I), où il joue le rôle d'un membre du public en colère, qui prétend que Stephen Fry et Hugh Laurie lui ont en réalité volé quelques-uns de leurs sketches. 
Entre 1990 et 1992, Benjamin Whitrow est apparu dans le sitcom The New Statesman, dans le rôle de Paddy O'Rourke, un ministre du cabinet fantôme du parti travailliste qui feint d'avoir l'accent irlandais lorsqu'il parle en public, de façon à attirer les voix des classes laborieuses. 
Benjamin Whitrow a été nommé pour un BAFTA pour son interprétation du rôle de Mr Bennet dans la télésuite de 1995, Orgueil et Préjugés. Il a un fils, Angus, qu'il a eu avec l'actrice Celia Imrie.
En 2000, dans le film animé Chicken Run, Benjamin Whitrow a prêté sa voix au personnage de Fowler, un vieux coq qui affirme avoir combattu lors de la Seconde Guerre mondiale.
Benjamin Whitrow meurt le 28 septembre 2017. Il avait trois enfants : une fille et un fils, Hannah et Tom, avec son épouse Catherine Cook (1972-2017[réf. souhaitée]) ; et un fils, Angus Imrie, né en 1994 avec l'actrice Celia Imrie.

## Filmographie sélective
- 1973, The Brontes of Haworth : Arthur Bell Nicholls
  - Delusion's Song (épisode 3)
  - Silent is the House (épisode 5)
- 1975-1981, dans la série Play for Today :
  - 1981, The Factory : James Sellars
  - 1980, Minor Complications : Phillips
  - 1977, One Day at a Time : Tom
  - 1975,  Two Sundays : le surveillant de dortoir
  - 1975, Plantiffs and Defendants : Josh
- 1978, dans quatre épisodes de The Sweeney : le détective Braithwaite
- 1981 : Troilus and Cressida : Ulysse
- 1982 : Brimstone and Treacle : un homme d'affaires
- 1986 : Clockwise : le directeur d'école
- 1990 : Chancer : Robert Douglas
- 1991-1992 The New Statesman : Paddy O'Rourke
- 1995 : Le Don du roi : le père de Merivel
- 1995 : Orgueil et Préjugés (Pride and Prejudice) : M. Bennet
- 1997 : Histoire de Tom Jones, enfant trouvé : le squire Allworthy
- 2000 : Chicken Run : la voix de Fowler
- 2001-2009 : Inspecteur Barnaby
  - Secrets and Spies (2009, saison 12) : Sir Malcolm Frazer
  - Tainted Fruit (2001, saison 4) : Hugo Balcombe
- 2005 : The Queen's Sister : Cronin
- 2006 : Hercule Poirot (série TV, épisode Les Indiscrétions d'Hercule Poirot) : Timothy Abernethie
- 2006 : Amour et Conséquences (Scenes of a Sexual Nature) d'Ed Blum : Eddie Wright
- 2009 : Bomber : Alistar